# Hotspur (skib, 1871)
HMS Hotspur var et panserskib i Royal Navy, bygget specielt med henblik på vædring. Det havde ingen søsterskibe og tilbragte en stor del af sin tid i reserve. I 1897 blev det sendt til Bermuda som vagtskib, og i 1904 blev Hotspur solgt til ophugning. Navnet kan oversættes som "hedspore", altså en vild krabat, og spiller også på dets funktion som vædder. "Hotspur" var desuden tilnavnet for Sir Henry Percy (1364-1403), der populært blev omtalt som Sir Harry Hotspur. Hotspur var det tredje af foreløbigt fire skibe med dette navn i Royal Navy.

## Baggrund
I søkrigsførsel havde begrebet vædring været knyttet til galejer og lignende rofartøjer, men i flere hundrede år havde de store sejlkrigsskibe udelukkende satset på kanoner - og måske efterfølgende bording - for at nedkæmpe fjendtlige skibe. Panserskibene ændrede dette. Da de kom frem omkring 1860, var de nærmest usårlige i forhold til datidens kanoner, og blandt søofficerer og konstruktører diskuterede man ivrigt, hvordan fremtidens søkrig skulle forme sig. Vædring lignede en oplagt mulighed, fordi de pansrede skibe kunne komme tæt på fjenden uden synderlig risiko for sig selv. Den franske skibskonstruktør Henri Dupuy de Lôme, der havde konstrueret det første søgående panserskib, La Gloire, påbegyndte i 1859 panserskibene Solferino og Magenta, der havde en kraftig vædderstævn. De britiske panserskibe Defence og Resistance, der blev påbegyndt i december 1859, havde ligeledes vædderstævn, og den blev en fast ingrediens i panserskibenes design i mange år. Dagen før sin kamp mod USS Monitor, ødelagde konføderationens panserskib CSS Virginia den 8. marts 1862 to af Unionens (upansrede) fregatter, og den ene af dem - USS Cumberland - blev sænket ved vædring. Virginia var ikke beregnet til at skulle vædre, og den fik en del skader på sin stævn, men maritime iagttagere hæftede sig alligevel ved denne alternative søkrigsform. Dupuy de Lôme tegnede i 1863 et panserskib, der var specielt beregnet til vædring, Taureau, og designet blev raffineret i de fire følgende panserskibe af Cerbère-klassen. I det første søslag mellem søgående panserskibe - ved øen Lissa i 1866 - gik den østrigske taktik ud på at sænke de fjendlige skibe ved vædring, og da det lykkedes, rykkede vædring for alvor op hierakiet over søkrigstaktikker.

## Design og konstruktion
HMS Hotspur var designet af Royal Navys chefkonstruktør E. J. Reed, og var en "ironclad ram", altså et panserskib beregnet til vædring. Parkes så skibet som et svar på den franske Cerbère-klasse, bygget under indtryk af en voldsom interesse for vædring som kampform, baseret på hændelserne i slaget ved Lissa. Mens de franske skibe var deciderede kystpanserskibe, så var Hotspur beregnet til at indgå i enten Kanal- eller Middelhavsflåden på lige fod med de øvrige panserskibe. Hotspur var det første britisk vædderskib, der var beregnet til at gøre tjeneste sammen med den øvrige flåde.
HMS Hotspur var 71,6 meter lang. Bredden var 15,2 meter og dybgangen omkring 6,2 meter. Skibets dimensioner betød, at det var ret bredt i forhold til sin længde. Det gav et stabilt og manøvredygtigt skib, men til gengæld havde Hotspur problemer, når det skulle holde kurs direkte mod vinden, hvor det tabte meget fart.

### Fremdrift
Firmaet Napier i Skotland, der byggede Hotspur, leverede også dampmaskinen, som drev to skruer. Der var kun plads ombord til 300 tons kul, og den lave kulbeholdning blev et af kritikpunkterne mod skibet. Maskineriet gav Hotspur en fart på 12,6 knob, hvilket betød, at det var langsommere end de fleste andre panserskibe, og dermed ville have problemer med at indhente og vædre dem i kamp. Ved sin ombygning i 1881-1883 fik skibet nye kedler, men blev ikke hurigere af den grund.
Billeder og tegninger af Hotspur viser, at skibets master gjorde det muligt at have en let sejlrigning, men sejlføringen er ikke omtalt yderligere i kilderne, og må derfor have været af mindre betydning.

### Artilleri
HMS Hotspur havde en enkelt 30,5 cm riflet forlader i en tårnkonstruktion på fordækket. På grund af skibets funktion som vædder, havde Reed valgt at gøre tårnet fast, så det ikke kunne beskadiges ved sammmenstød. I stedet kunne kanonen drejes på skinner i dækket, og derefter skubbes frem i en af de fire udskæringer, der var lavet i tårnet. Hotspur blev på den måde det eneste skib i Royal Navy med et kanontårn, der ikke kunne drejes.
Til skydning bagud og til siden var der anbragt to 16 cm (64-pundige) riflede forladere i agterskibet. De to kanoner var anbragt på almindelige trælavetter, og Parkes konstaterede, at det krævede syv gange så mange mænd at betjene dem, som til den kraftige kanon i forskibet.
Allerede i 1877 havde erfaringerne fra tjenesten i Middelhavet resulteret i en beslutning om, at Hotspur havde behov for en omfattende ombygning, hvis det skulle blive et brugbart krigsskib. Ombygningen kom i 1881-1883, og betød blandt andet, at Hotspur fik et rigtigt kanontårn på fordækket, med to 30,5 cm kanoner. De to kanoner i agterskibet blev skiftet ud med 15,2 cm bagladere, og til forsvar mod torpedobåde blev der opstillet otte 76 mm kanoner og otte maskingeværer. Ved samme lejlighed blev der også installeret torpedonet til forsvar mod torpedoer og skibet fik sin egen lille torpedobåd, som blev anbragt på dækket af agterskibet. Skibets 30,5 cm kanoner var fortsat riflede forladere, og de blev meget hurtigt totalt umoderne. Alligevel stod Hotspur og adskillige skibe med tilsvarende skyts fortsat i Royal Navys flådeliste de følgende 20 år, hvilket til sidst udløste en politisk skandale, hvor de blev omtalt som coffin ships ("flydende ligkister").

### Panser
Hotspur var beskyttet hele vejen langs vandlinjen af et smedejernspanser, der var 279 mm tykt midskibs og aftog til 203 mm. Som konsekvens af skibets funktion fortsatte panseret ned i vædderstævnen, der ragede 3 meter frem under vandlinjen. Skibets centrale dele var beskyttet af 203 mm panser efter det system, Reed havde introduceret til de samtidige brystværnsmonitorer. Dækket var ligeledes beskyttet af panser, varierende mellem 51 og 70 mm. Den samlede vægt af panseret var 1.260 tons. Ved ombygningen 1881-1883 blev brystværnspanseret erstattet med et mere traditionelt sidepanser, stadig på 203 mm. Det gamle kanontårn var beskyttet af 254 mm smedejern, men i det nye tårn kunne man nøjes med 215 mm panser, fordi der er mellemtiden var fremkommet et nyt sammensat panser ("compound"), bestående af jern og stål.

## Tjeneste
HMS Hotspur blev bygget på Robert Napiers værft i Govan ved Glasgow. Skibet blev køllagt 2. oktober 1868 og søsat 19. marts 1870. Hotspur var færdig 17 november 1871, og hejste kommando i Devonport samme måned. Skibet hørte til reserveflåden frem til juni 1876, hvor det blev sendt til flåden i Middelhavet. Under den russisk-tyrkiske krig, i maj 1878, da russiske tropper havde kurs mod Konstantinopel, var Hotspur et af de skibe, der blev sendt til Marmarahavet for at få våbenhvilen overholdt. Senere i 1878 blev Hotspur sendt tilbage til reserveflåden i Devonport.
Som nævnt havde flådeledelsen i 1877 vurderet, at Hotspur havde behov for en fuldstændig ombygning. Interessen for vædring var kølnet en del. Hotspurs lave fart gjorde ideen praktisk uanvendelig, og vædderstævnen havde i stedet vist sig at være et problem under manøvrer mellem flådens egne skibe, jævnfør HMS Iron Dukes vædring af HMS Vanguard i 1875. Ombygningen fandt sted hos firmaet Lairds fra 1881 til februar 1883. Derefter var Hotspur tilknyttet flådens artilleriskoleskib HMS Cambridge i Plymouth. Fra april til august 1885 var det et af de 12 slagskibe i admiral Hornbys eskadre, der blev samlet, da det så ud til krig mod Rusland. Derefter var Hotspur vagtskib ved Holyhead (nordkysten af Wales) til maj 1893. I årene 1893-1897 lå skibet i reserve i Chatham, men derefter blev Hotspur sendt på sin sidste udstationering, som vagtskib ved Bermuda. I 1903 blev Hotspur afløst på Bermuda, og skibet blev solgt til ophugning i august 1904.

## Eksterne links
- Wikimedia Commons har flere filer relateret til Hotspur (skib, 1871)